# Staurastrum dejectum
Staurastrum dejectum là một loài Song tinh tảo trong họ Desmidiaceae, thuộc chi Staurastrum.